# Смитборо
Смитборо (англ. Smithborough; ирл. Na Mullaí) — деревня в Ирландии, находится в графстве Монахан (провинция Ольстер).

## Демография
Население — 309 человек (по переписи 2006 года). В 2002 году население составляло 240 человек.
Данные переписи 2006 года:
| Общие демографические показатели |               |                               |                               |      |      |
| Всё население                    | Всё население | Изменения населения 2002—2006 | Изменения населения 2002—2006 | 2006 | 2006 |
| 2002                             | 2006          | чел.                          | %                             | муж. | жен. |
| 240                              | 309           | 69                            | 28,8                          | 166  | 143  |